# Chronicles of Darkness
Chronicles of Darkness (pol. Kroniki Mroku) znane wcześniej jako New World of Darkness (pol. Nowy Świat Mroku) lub po prostu nWod - nowa seria gier fabularnych względem Starego Świata Mroku, zapoczątkowana wydaniem podręcznika głównego skupionego na śmiertelnikach w 2004. Podręcznik ten w 2013 przeszedł zmiany, wskutek czego grę przemianowano z Nowego Świata Mroku na Kroniki Mroku.

## Zmiany w stosunku do Starego Świata Mroku
Głównym założeniem Kronik Mroku jest to, by wszystkie tzw. splatbooki (dla potworów, wampirów, wilkołaków, magów, podmieńców itp.) korzystały z rdzenia tej samej mechaniki. W klasycznym Świecie Mroku bowiem np. magowie posiadali statystyki mechaniczne, które w podręcznikach gry dla magów opisywały wampiry przy pomocy Sfer Magyi. W grze Wampir: Maskarada bazowano zaś na wampirzych dyscyplinach. Przykładowo, młody kultysta (mag) w V20 jest opisany przy pomocy wampirzych dyscyplin, takich jak Thaumaturgia czy też Prezencja, zaś podręcznik podstawowy do M20 (w którym teoretycznie magowie mogliby się spotkać z wampirami) w ogóle nie zawiera ich statystyk. Nawet gdyby się pojawiły, musiałyby one być opisane w terminach mechaniki Maga, a nie mechaniki Wampira. W efekcie gry nie są ze sobą kompatybilne, pomimo tego samego świata gry i metaplotu. 
Chroniki Mroku rezygnują z metaplotu, który był bardzo charakterystyczny dla wcześniejszych gier White Wolfa. O ile przedtem istoty nadnaturalne znały bardzo dobrze prawdziwą historię świata (zwłaszcza magowie), pełną potworów w roli wielkich ludzi, o tyle teraz mają przed sobą wiele pytań, na które nie potrafią odpowiedzieć. Przykładowo, dawniej wampiry wiedziały, że pierwszym wampirem był Kain, trenowany przez Lilith po swoim wygnaniu. Obecnie wampiry nie wiedzą nawet, jak wygląda życie polityczne wampirów w innym mieście.    
Kroniki Mroku zmieniły także świat gry: wampiry nie znają swoich początków (nie było tu Kaina), wilkołaki czczą Ojca Wilka zamiast Matki Gai, a magowie opowiadają sobie mity o Atlantydzie zamiast o Wojnie Wstąpienia. 
Decyzja o skupieniu się na śmiertelnikach była dużą zmianą w stosunku do Starego Świata Mroku. Wcześniej tworzyło się BG-potwory od razu, każda z gier miała osobny, niezależny podręcznik, w efekcie czego między grami istniały mechaniczne różnice. Teraz śmiertelnicy są podstawą tworzenia postaci, niezależnie od tego jakim potworem (i czy w ogóle) pragną zagrać gracze. Potwory takie jak wilkołaki, wampiry, magowie, demony itp. są po prostu szablonami, które nakłada się na postacie śmiertelników stworzone zgodnie z podręcznikiem podstawowym do Kronik Mroku. W efekcie, choć mają różne zdolności i historie, wszystkie potwory są w stanie wchodzić ze sobą nawzajem w interakcje, będąc osadzonymi w tym samym systemie mechanicznym. 
Dodatkowo, zmieniono liczbę dostępnych opcji mechanicznych/settingowych. W starym świecie Mroku istniało znacznie więcej "podras" danych istot (13 klanów wampirzych, 10 Tradycji Magyi itp.). Obecnie przyjęto model (zazwyczaj) 5/5, czyli 5 podras (np: wampirzych klanów) i 5 organizacji społeczno politycznych. Przykładowo, w Wampirze: Requiem istnieje obecnie 5 klanów: Daeva, Mehket, Nosferatu, Gangrel, Ventrue, i 5 organizacji: Ruch Kartiański, Krąg Wiedźmy, Invictus, Lancea Sanctum i Ordo Dracul.
Ze względu na powyższe, Kroniki Mroku są nie tyle reedycją Świata Mroku z lat 90., co raczej zupełnie nowymi grami fabularnymi, zainspirowanymi przez Świat Mroku i stworzonymi przez tych samych autorów, ale jednak znacząco odmiennymi.
Inną zmianą jest absolutny zakaz mieszania szablonów potworów. Technicznie rzecz ujmując, Stary Świat Mroku również posiadał taką regułę - co jednak nie przeszkodziło autorom w stworzeniu oficjalnego NPC-a, który był jednocześnie wampirem, wilkołakiem i magiem (imieniem Samuel Haight).

## Gry Kronik Mroku
Poza możliwością grania śmiertelnikami, na przestrzeni lat do nWod-u/CoD-u wyszło dużo podręczników, umożliwiających grę istotami nadnaturalnymi. Wszystkie poniższe systemy zawierają, poza podręcznikiem podstawowym, także i serię dodatków rozbudowujących świat i mechanikę. Jak wspomniano wyżej, ze względu na zmiany w stosunku do Starego Świata Mroku, wszystkie te gry można ze sobą spokojnie mieszać w jednej kampanii.

### Trzy "Wielkie" Gry
Do tych linii dodatki ukazują przez cały czas istnienia nWod-u/CoD-u i są to gry, na których koncentrują się twórcy. Stanowią one odpowiedniki starych gier: Wampira, Wilkołaka i Maga, trzech najpopularniejszych produktów White Wolfa.
- Vampire: The Requiem (2004)
- Werewolf: The Forsaken (2005)
- Mage: The Awakening (2005)

### Pomniejsze linie
Dla pomniejszych linii, dodatki są publikowane tylko przez pewien czas, a potem dana linia zostaje zamknięta. Często w pomniejszych liniach występują monstra, których nie było w Starym Świecie Mroku (jak np: Prometejczycy czy Bestie) lub które przeszły znaczące, fundamentalne zmiany na wielu poziomach (jak choćby Mumie i Demony). 
- Promethean: The Created (2006)
- Changeling: The Lost (2007)
- Hunter: The Vigil (2008)
- Geist: The Sin-Eaters (2009)
- Mummy: The Curse (2013)
- Demon: the Descent (2014)
- Beast: The Primordial (2017)
- Deviant: The Renegades (2021)

## Odbiór
Krysztof Hryniów i Artur Ganszyniec napisali wspólnie dwugłos w sprawie Nowego Świata Mroku. Pochwalili uproszczoną, elegancką mechanikę oraz rozwiązania znane jako Cnoty, Skazy  i Wady (nową mechanikę osobowości). Skrytowali jednak pewne rozwiązana związane z moralnością i szaleństwem, Recenzenci zwrócili też uwagę na gorsze technicznie polskie wydanie systemu w stosunku do jego anglojęzycznej wersji. 
Szymon Brycki napisał dla Poltergeista sporą, trzyczęściową recenzję Kronik Mroku. Recenzent odnotował ulepszenia zarówno względem Starego Świata Mroku, jak i nWod-a, jak choćby pod postacią Merits (Atutów), obecność Conditions (Stanów), sposób prowadzenia śledztw, czy mechanikę walki, ale miał problemy z niewyraźnym zaznaczeniem w podręczniku lokalizacji pewnych informacji. Obecność w podręczniku sekcji zatytułowanej jako Kroniki Boga-Maszyny także spotkało się z entuzjazmem.
Nowy Świat Mroku wygrał nagrodę Origins za rok 2004 w kategorii Gamers' Choice Award.